# Repetobasidium glaucocanum
Repetobasidium glaucocanum är en svampart som först beskrevs av Gordon Herriot Cunningham, och fick sitt nu gällande namn av Stalpers 1985. Repetobasidium glaucocanum ingår i släktet Repetobasidium, klassen Agaricomycetes, divisionen basidiesvampar och riket svampar.   Inga underarter finns listade i Catalogue of Life.